# P. H. Moriarty
Pour les articles homonymes, voir Moriarty.
Patrick H. Moriarty, né le 27 février 1939 à Deptford (Londres) et mort le 2 février 2025, est un acteur britannique. 

## Biographie
Patrick H. Moriarty a commencé tardivement sa carrière d'acteur, ayant exercé auparavant celles de boxeur et de docker. Il est surtout connu pour ses rôles de « Harry la Hache » dans Arnaques, Crimes et Botanique (1998) et de Gurney Halleck dans les mini-séries Dune (2000) et Les Enfants de Dune (2003).

## Filmographie sélective
- 1979 : Quadrophenia : barman
- 1979 : Scum : Hunt
- 1980 : Racket : Du sang sur la Tamise (The Long Good Friday) : Razors
- 1981 : Outland : le tueur à gages
- 1982 : Les Professionnels (saison 5, épisode 2) : Harris
- 1983 : Les Dents de la mer 3 : Jack Tate
- 1992 : Jeux de guerre : le garde au tribunal
- 1992 : Chaplin : l'employé de l'hospice
- 1998 : Arnaques, Crimes et Botanique : Harry la Hache
- 2000 : Dune (mini-série) : Gurney Halleck
- 2003 : Les Enfants de Dune (mini-série) : Gurney Halleck
- 2005 : Judge John Deed (3 épisodes) : Steve Gross
- 2005 : Piège en eaux profondes : Chef
- 2007 : The Riddle : inspecteur Willis / connétable Frederick
- 2013 : The Haunting of Harry Payne : Eugene McCann